# Tečný meteor

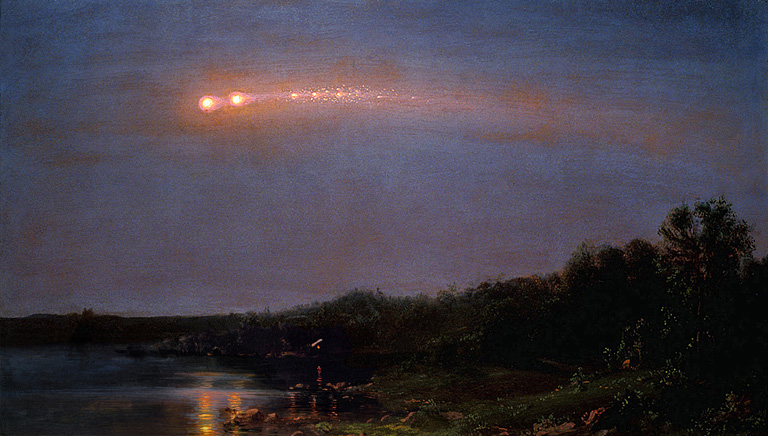
Frederic Edwin Church, Meteor z roku 1860. O 150 let později, roku 2010, došli astronomové k závěru, že se pravděpodobně jednalo o procesí tečných meteorů.

Tečný meteor (v případě velmi jasného úkazu tečný bolid) je meteor způsobený tělesem (meteoroidem), které vstoupí do zemské atmosféry a znovu ji opustí. Pokud se ještě před odletem začne rozpadat, mohou některé fragmenty dopadnout na Zemi jako meteority. V takovém případě bývá k vidění celé procesí meteorů. Mezi nejslavnější tečné meteory patří Velký denní bolid z roku 1972 a procesí meteorů z roku 1860.

## Popis průletu
Neexistuje žádná jasná horní hranice atmosféry, ačkoliv například z hlediska ubývající hustoty vzduchu za ni bývá označována tzv. Kármánova hranice ve výšce 100 km. Z hlediska struktury atmosféry končí přibližně ve výšce 80 km mezosféra a začíná termosféra, která sahá asi do výše 450 km nad zemský povrch. Většina meteorů začíná být viditelná ve výšce 85 až 120 km nad zemským povrchem, tedy ve spodní části termosféry a poblíž zmíněné Kármánovy hranice. Když meteoroid prolétá zemskou atmosférou, ztrácí vlivem tření rychlost a zároveň je nataven a vypařuje se jeho svrchní vrstva, čímž zase dochází ke ztrátě hmotnosti. Po návratu do vesmírného prostoru se pak ocitá na pozměněné oběžné dráze kolem Slunce. Jeho povrch znovu ztuhne a podobá se pak povrchu, jaký známe z meteoritů.

## Známé tečné meteory

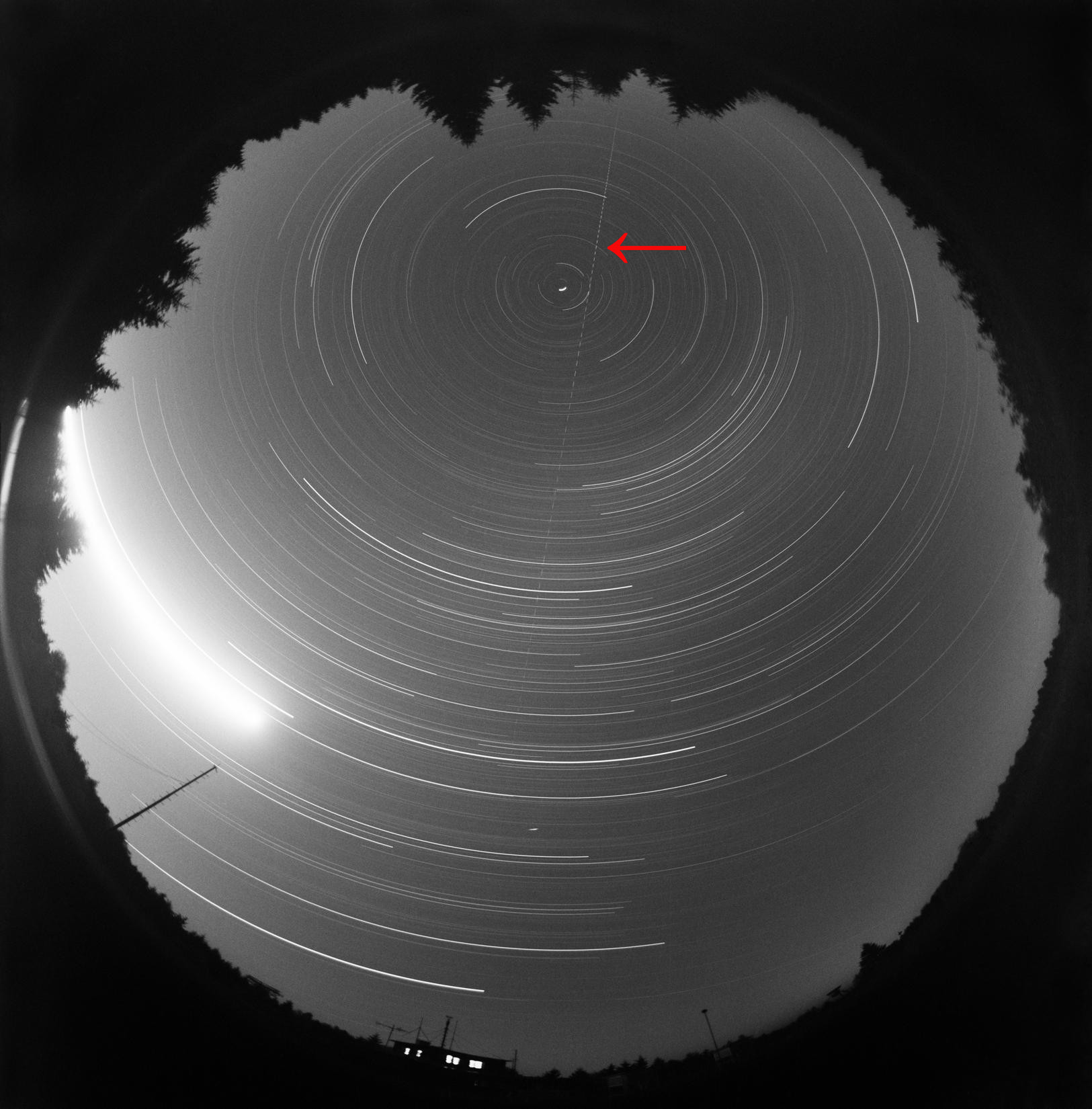
Celooblohová fotografie s bolidem z 13. října 1990 (přerušovaná světelná stopa napříč snímkem jdoucí z jihu na sever), pořízená kamerou Evropské bolidové sítě na stanici ČHMÚ Červená hora v Nízkém Jeseníku. Jasná stopa vlevo je Měsíc.

Tečné meteory tvoří pouze zanedbatelnou část meteorů a bývají zachyceny vzácně. Vědecky zdokumentováno bylo ke konci roku 2022 jen několik z nich. Ještě vzácnější je pozorování samotných meteoroidů, tj. vesmírných těles před jejich vstupem do atmosféry. Přestože se pozorování neustále zdokonalují, bylo do února 2023 pozorováno pouze sedm meteoroidů (všech meteoroidů, nikoli pouze tečných).
Některé popsané tečné meteory:
- Procesí meteorů z roku 1860 nad Spojenými státy[1][8]
- Procesí meteorů z roku 1913 nad Severní Amerikou a jižním Atlantikem, u nějž astronomové došli k závěru, že za jeho vznikem stál rozpad dočasného satelitu Země[9]
- Velký denní bolid pozorovaný 10. srpna 1972, který proletěl nad Spojenými státy a Kanadou rychlostí 15 km/s.[10] Šlo o první vědecké pozorování tečného meteoru.[5]
- Tečný meteor ze 13. října 1990, který proletěl na Československem a Polskem, se přiblížil Zemi na 97,9 km. Poprvé se podařilo vypočítat oběžnou dráhu takového tělesa za pomocí fotografických záznamů ze dvou různých míst (neznamená to však, že se podařilo toto těleso pozorovat).[5]
- Tečný meteor z 29. března 2006, který proletěl nad Japonskem vzdálenost asi 1000 km[11]
- Tečný meteor ze 7. srpna 2007, který proletěl nad střední Evropou, patřil ke vzácnému typu těles tzv. Atenovy skupiny.[6]
- Tečný meteor z 10. června 2012, patřící k dennímu meteorickému roji ζ Perseid, který proletěl nad Španělskem vzdálenost 510 km. Je to nejméně jasný tečný bolid popsaný ve vědecké literatuře a zároveň první, který patří k meteorickému roji.[12]
- Vánoční bolid z 24. prosince 2014 byl pomalu se pohybující meteoroid, který proletěl vzdálenost 1200 km nad severní Afrikou, Španělskem a Portugalskem.[13]